# Верхний Енангск
Верхний Енангск — село в Кичменгско-Городецком районе Вологодской области.
Входит в состав Енангского сельского поселения, с точки зрения административно-территориального деления — в Нижнеенангский сельсовет.
Расстояние по автодороге до районного центра Кичменгского Городка составляет 62 км, до центра муниципального образования Нижнего Енангска — 10 км.
Население по данным переписи 2002 года — 15 человек.